# Аркада (жанр)
Арка́да (англ. arcade game, arcade genre) — жанр компьютерных игр, характеризующийся коротким по времени, но интенсивным игровым процессом.
В узком смысле аркадными называются игры для аркадных игровых автоматов. Игры, портированные с аркадных автоматов, также принято называть аркадными.
Период с конца 1970-х до середины 1980-х был охарактеризован расцветом аркадных игр, и его часто называют золотым веком аркадных игр.
Название «аркада» происходит от англ. arcade — пассаж, крытая галерея магазинов, где традиционно размещались аркадные игровые автоматы. В свою очередь, пассажи (крытые галереи) магазинов получили название arcade, так как первоначально они архитектурно выглядели как последовательности арок — аркады.

## История
Одной из первых аркадных игр является Computer Space, которая была создана в 1971 году. Она является первой промышленной электронной игрой этого жанра. Несмотря на своё название, которое начало ассоциироваться с играми этого типа только в конце 1970-х.
Первые аркадные игры, такие как Asteroids, Battlezone, Star Castle использовали векторную графику для рендеринга, когда изображение строилось из линий. После появления цветной растровой графики появились мультипликационные видеоигры и такие персонажи, как Pac-Man и Donkey Kong, которые стали культовыми и проявились как явление культуры.
В середине 1980-х аркадные игры начали своё широкое распространение, становясь более разнообразными, как относительно интерфейса управления (аркадного автомата), так и в плане тематики, графики и жанров. Использовались более реалистичные контроллеры, такие как двухместные космические корабли Tail Gunner или управление Феррари в Out Run. С течением времени аркадные автоматы вытеснялись домашними системами, так как их графика начала обходить большинство аркадных игр, и таким образом к концу 1990-х аркадные автоматы покинули индустрию.
В 2000-х аркадный жанр начал использоваться в социальных и сетевых играх, когда игровые центры предоставляли почасовые услуги компьютерных и консольных игр. Отличием являлась обстановка интернет-кафе и задействование преимуществ видеозала. Некоторые компании разрабатывали игры, пробуя совместить аркадный опыт игроков и преимущества аттракционного подхода. Например, Disney и Sally Corporation в 2008 году в игре Toy Story Midway Mania! для четырёх игроков использовали гигантские видеоэкраны, карнавальный стиль и спецэффекты с использованием спрея для создания визуальных эффектов.

## Характерные особенности жанра

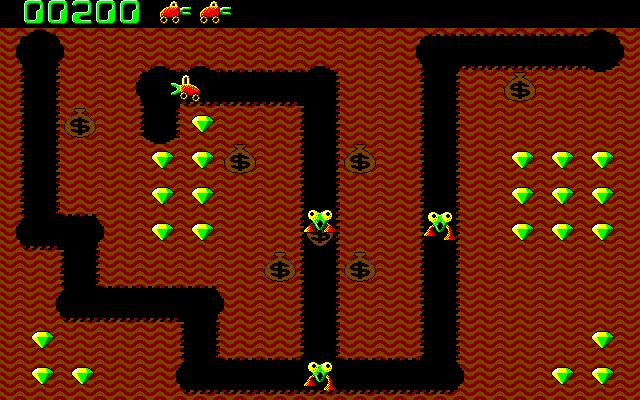
Классическая аркада Digger: игровой мир умещается на одном экране, игра идёт бесконечно до потери всех жизней, ведётся игровой счёт, отсутствует сюжет, и при этом игровой процесс простой в освоении

Классические аркады характеризуются следующими свойствами:
- Игра на одном экране. В классических аркадах весь игровой процесс сосредоточен на одном экране. Прежде всего это обусловлено исторически, что произошло из-за технических ограничений, но в то же время это значительно влияло на геймдизайн. Так, игроки в любой момент времени могли видеть весь игровой мир и принимать решения, исходя из полной информации о его состоянии. Множество игр жанра имело более одного экрана, и они сменяли друг друга как уровни. Характерными примерами здесь являются Joust, Pac-Man, Mario Bros..
- Бесконечная игра. Потенциально игроки могут играть в аркаду бесконечное время, и соответственно, не могут выиграть. Это влияло на то, что игроки делали вызов сами себе — насколько долго они смогут продержаться. Относительно геймдизайна в аркадах игрок никогда не выигрывал, и каждая игра заканчивалась поражением. В то же время, игры проектировались таким образом, чтобы со временем игроку становилось всё сложнее, и таким образом бесконечная игра предлагала бесконечную сложность. Данная ситуация изменилась с появлением рынка домашних компьютеров, когда издатели изменили своё желание, чтобы игроки проходили игру и после этого хотели купить новую.
- Множество жизней. Обычно, классическая аркада предлагает игроку несколько попыток (жизней). Такой подход позволяет новичкам получить бо́льшую возможность изучить игровые механики до того, как игра заканчивается. Если игрок лучше понимал игру, то возрастала вероятность того, что он вернётся к ней снова. Данная особенность также позволяла предоставлять игрокам за их успехи дополнительные жизни в качестве награды.
- Игровой счёт. Практически все классические аркады включают в себя игровой счёт[англ.], когда игрок получает очки за выполнение различных целей или задач. Например, в Centipede игроки получают 1 очко за уничтожение гриба, 10 за сегмент многоножки, 100 за её голову, и 1000 за скорпиона. Здесь имеется другой важный концепт аркад, унаследованный от игр пинбола: очки позволяют игроку понять, насколько хорошо он играл, несмотря на то, что выиграть невозможно. При этом типичное время игры среднего игрока составляет около двух минут, а у опытного до десятков минут[10]. На основании данной особенности у аркад как правило есть таблица рекордов, где игрок может рядом со своим результатом ввести свои инициалы, и тем самым сравнивать себя с другими игроками, и далее «хвастаться» и соревноваться[11].
- Быстрое обучение, простой игровой процесс. Для классических аркад характерно то, что игрокам легко научиться геймплею, но становится практически невозможным стать мастером в игре из-за её сложности. Вместе с тем, если игрок погибает в аркаде, то это практически всегда происходит по его вине. В таких играх нет «специальных комбинаций клавиш», которые игрок должен выучить из документации для того, чтобы сделать что-то особенное. Очень мало игр расширяют концепт посредством очков здоровья, щитов или таблеток силы[англ.]. Это связано с тем, что с коммерческой точки зрения аркадам было необходимо охватить как можно больший спектр игроков, то есть, фактически каждый человек в баре или магазине должен быть способным подойти и попробовать сыграть. В то же время, простой игровой процесс не подразумевает что он «плохой» или «ограниченный», — он может быть «элегантным» и «отполированным».
- Нет сюжета/истории. Классические аркады практически всегда избегали попыток рассказать какую-либо историю, и данная тенденция продолжается для современных аркад[12]. Играм жанра всегда требовалось, чтобы игроки быстро поняли что происходит — это научная фантастика, война, спорт или что-то ещё. Множество аркад создавало свои уникальные сеттинги, например Pac-Man и Q*Bert. Геймдизайнеры классических аркадных игр не чувствовали, что им нужно наполнять свои миры чем-то и отдельно объяснять игрокам почему они должны стрелять в те или иные цели различной формы.

Естественным образом, классические аркады нарушали некоторые из описанных выше правил, но тем не менее они рассматриваются как представители жанра. Например, Sinistar и Defender, игровые миры которых были скроллинговыми, но в то же время, в них игроки могли видеть все аспекты игрового процесса. Другим примером является Battlezone, которая принципиально отличается от игр своего времени. Если указанные три игры выбиваются из описанных правил, то например Space Invaders и Asteroids полностью им соответствуют.
Искусственный интеллект (ИИ) аркадных игр как правило, представляет собой простые паттерны и не реагирует на поведение игрока. Несмотря на то, что ИИ является простым, его шлифовка является сложной задачей, так как разработчик должен балансировать между двумя факторами: увлечением игрока и монетизацией. Существует термин «аркадные враги», характеризующий неигровых персонажей с простым ИИ.